# Eksplozja w fabryce fajerwerków w Enschede
Eksplozja w fabryce fajerwerków w Enschede (niderl. Vuurwerkramp Enschede) – eksplozja spowodowana pożarem w fabryce fajerwerków 13 maja 2000 roku o godzinie 14:00 czasu lokalnego w Enschede, we wschodniej Holandii. 
Pożar w fabryce fajerwerków doprowadził do ogromnej eksplozji, w której zginęły 23 osoby, w tym czterech strażaków, a prawie 1000 zostało rannych. Zniszczonych zostało 400 domów i uszkodzonych 1500 budynków. Pierwsza eksplozja miała siłę równą 800 kg trotylu, podczas gdy siła eksplozji końcowej mieściła się w zakresie siły równej 4000–5000 kg trotylu. Największy wybuch był odczuwalny w odległości do 30 kilometrów. Zza granicy z Niemcami wezwano ekipy strażackie, które miały pomóc w walce z ogniem; został opanowany do końca dnia.
Firma S.E. Fireworks była głównym dostawcą fajerwerków na koncerty muzyki pop i ważne imprezy świąteczne w Holandii. Przed katastrofą miała dobre wyniki w zakresie bezpieczeństwa.

## Skutki

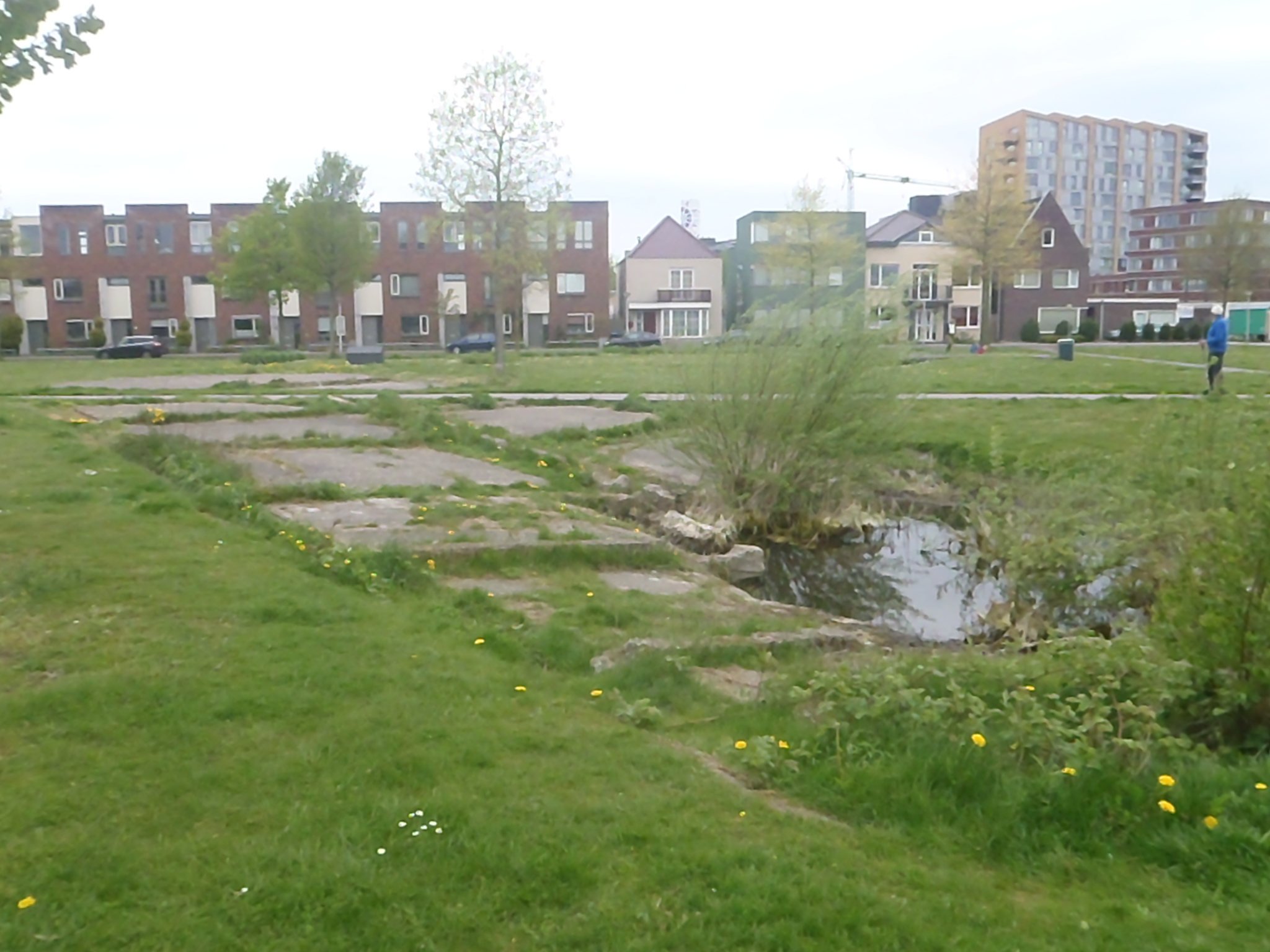
Krater utworzony w wyniku eksplozji

Wybuch zniszczył 40-hektarowy obszar wokół magazynu. Dzielnica Roombek została zbudowana wokół fabryki, która jako jedyna w Holandii znajdowała się w dzielnicy mieszkalnej. Spowodowało to zniszczenie około 400 domów, spalenie 15 ulic i uszkodzenie 1500 domów, pozostawiając 1250 osób bez dachu nad głową, zasadniczo zacierając okolicę. Ewakuowano dziesięć tysięcy mieszkańców, a szkody ostatecznie przekroczyły 1 miliard guldenów (454 miliony euro).
Rząd holenderski ostrzegł, że potencjalnie w wyniku eksplozji do powietrza został uwolniony niebezpieczny azbest. Pożar rozprzestrzenił się na pobliski browar Grolsch, którego dach zrobiony był z azbestu.

## Powód
Uważa się, że pożar wybuchł w obszarze roboczym budynku centralnego, w którym przechowywano około 900 kg fajerwerków. Następnie rozprzestrzenił się na zewnątrz budynku do dwóch pełnych kontenerów transportowych, które były wykorzystywane do nielegalnego przechowywania większej liczby materiałów zapalających do ekspozycji.
Jedną z teorii wyjaśniających dużą skalę katastrofy było to, że wewnętrzne drzwi przeciwpożarowe w kompleksie centralnym – które w przeciwnym razie mogłyby powstrzymać pożar – pozostały otwarte. Teoretycznie eksplozję uznano za wysoce nieprawdopodobną, ponieważ fajerwerki były przechowywane w szczelnych bunkrach zaprojektowanych specjalnie w celu zminimalizowania takiego ryzyka. Jednak nielegalne użycie kontenerów żeglugowych zmniejszyło bezpieczeństwo, zwłaszcza że były one umieszczone blisko siebie na poziomie gruntu i nie były oddzielone żadnymi przegrodami.
Na tydzień przed wybuchem przeprowadzono audyt S.E. Fireworks. Oceniono, że firma spełniła wszystkie oficjalne przepisy bezpieczeństwa, podczas gdy legalnie importowane fajerwerki zostały sprawdzone przez władze holenderskie i uznane za bezpieczne. Jednak po wybuchu mieszkańcy dotkniętej katastrofą dzielnicy Roombeek – biednej dzielnicy robotniczej – skarżyli się na bezczynność rządu i brak prób powstrzymania katastrofy.
Kiedy fabryka została zbudowana w 1977 roku, magazyn znajdował się poza miastem, ale wraz z budową nowych osiedli mieszkaniowych został otoczony niskobudżetowymi budynkami. Mieszkańcy i radni miasta stwierdzili, że nawet nie wiedzieli, że na ich terenie znajduje się magazyn fajerwerków. W dalszej części sprawy sądowej sędzia uznał, że urzędnicy miejscy nie podjęli kroków, nawet jeśli wiedzieli, że złamano prawo.

## Postępowanie sądowe
20 maja holenderskie władze wydały międzynarodowy nakaz aresztowania dwóch kierowników firmy: Rudiego Bakkera i Williego Patera. W kwietniu 2002 roku zostali skazani na sześć miesięcy więzienia za naruszenie przepisów dotyczących ochrony środowiska i bezpieczeństwa oraz handel nielegalnymi fajerwerkami, a każdy z nich został skazany na grzywnę w wysokości 2250 euro.
W maju 2003 roku Sąd Apelacyjny w Arnhem uniewinnił 36-letniego André de Vriesa. Almelo Court pierwotnie osądził i skazał De Vriesa za podpalenie i skazał go na 15 lat więzienia.
W lutym 2005 roku, po trwającej cztery i pół roku batalii prawnej, sześciomiesięczny wyrok każdego z właścicieli został podwyższony do dwunastu miesięcy.
Rodzinom ofiar eksplozji przyznano łącznie 8,5 mln euro odszkodowania. 300 osób otrzymało pieniądze za poniesienie dodatkowych kosztów, 136 osób otrzymało pieniądze za utratę dochodów, a 1477 osób otrzymało rekompensatę za problemy zdrowotne.

## Zmiany holenderskich przepisów przeciwpożarowych

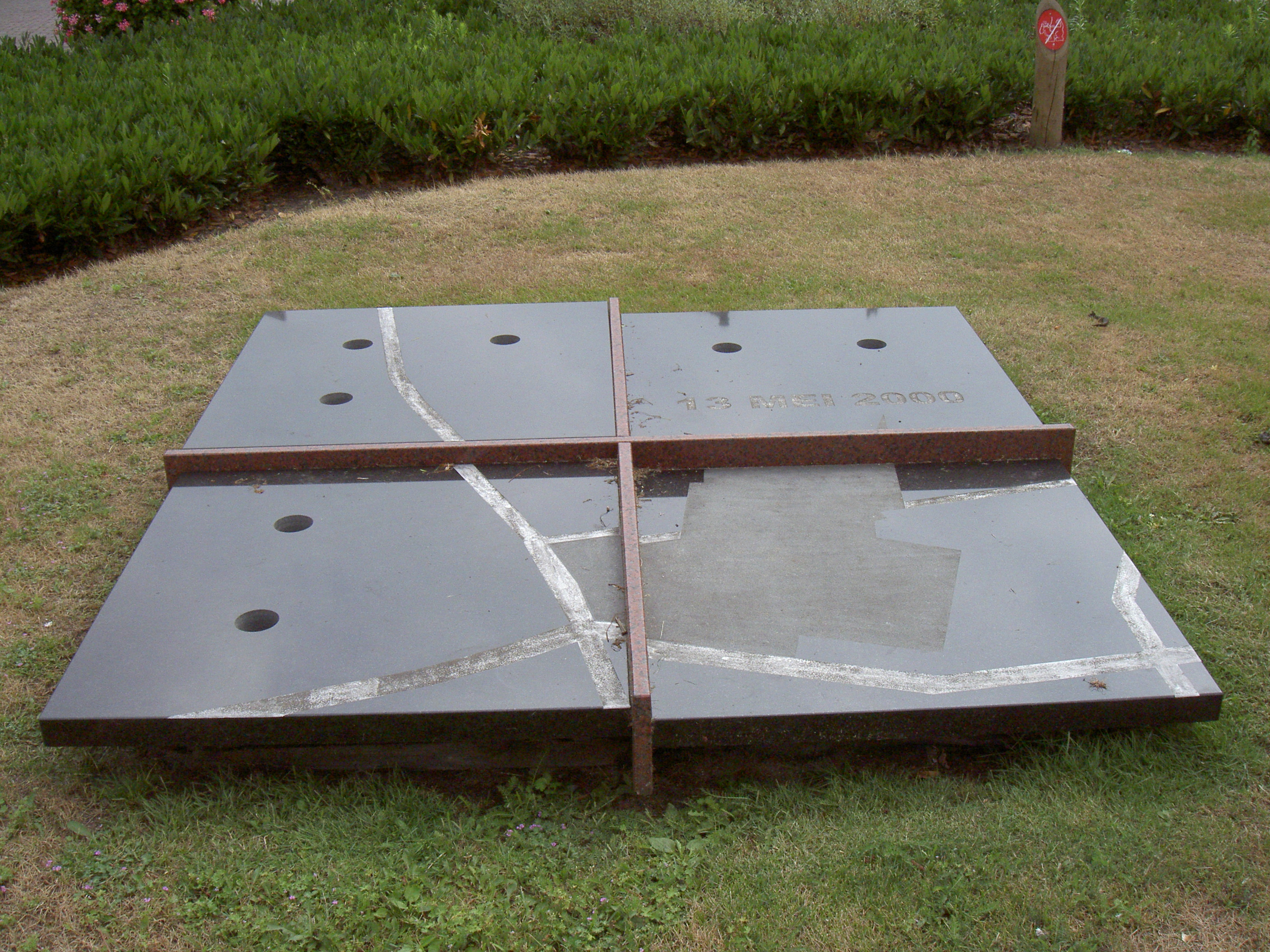
Pomnik katastrofy przedstawiający zdewastowane tereny wokół fabryki S.E. Fireworks

Katastrofa fajerwerków doprowadziła do zaostrzenia przepisów bezpieczeństwa w Holandii dotyczących przechowywania i sprzedaży fajerwerków. Obszar Roombeek, który został zniszczony przez wybuch, został od tego czasu odbudowany. Od czasu katastrofy w Holandii zlikwidowano trzy nielegalne składy fajerwerków.